# Tadano Limited

Logotipo da companhia

Tadano Ltd. (株式会社タダノ, Kabushiki-gaisha Tadano), comumente conhecida como Tadano, é a maior empresa japonesa fabricante de guindastes e de plataformas aéreas. A empresa é a sétima maior fabricante de guindastes no mundo.

## História
Masuo Tadano, o fundador da companhia, iniciou como fabricante de aço em 1919 na localidade de Fujitsuka-cho, Takamatsu. Em 1948, ele fundou a Tadano Ltd. e com ela a primeira planta industrial de manejo de carga, expandindo para a produção de vários tipos de equipamentos industriais nos anos seguintes. Em 1955, a Tadano introduziu o primeiro caminhão-guindaste hidráulico com capacidade de duas toneladas no mercado japonês. Em 1960, a empresa produziu o primeiro modelo de caminhão-guindaste hidráulico para o mercado externo, exportando-o para a Indonésia.
Posteriormente, a empresa veio a ter atuação mundial, estabelecendo participação sólida no mercado de guindastes hidráulicos móveis. Em 1972, a Tadano abriu seu capital na primeira seção da Bolsa de Valores de Tóquio.
A empresa também ficou conhecida pelo projeto de restauração das estátuas moai de Ahu Tongariki na Ilha de Páscoa entre 1992 e 1994.
Em 2014 a empresa adquiriu o distribuidor de seus produtos no Reino Unido. Essa empresa, até então conhecida como Cranes UK, mudou seu nome para Tadano UK.

## Galeria

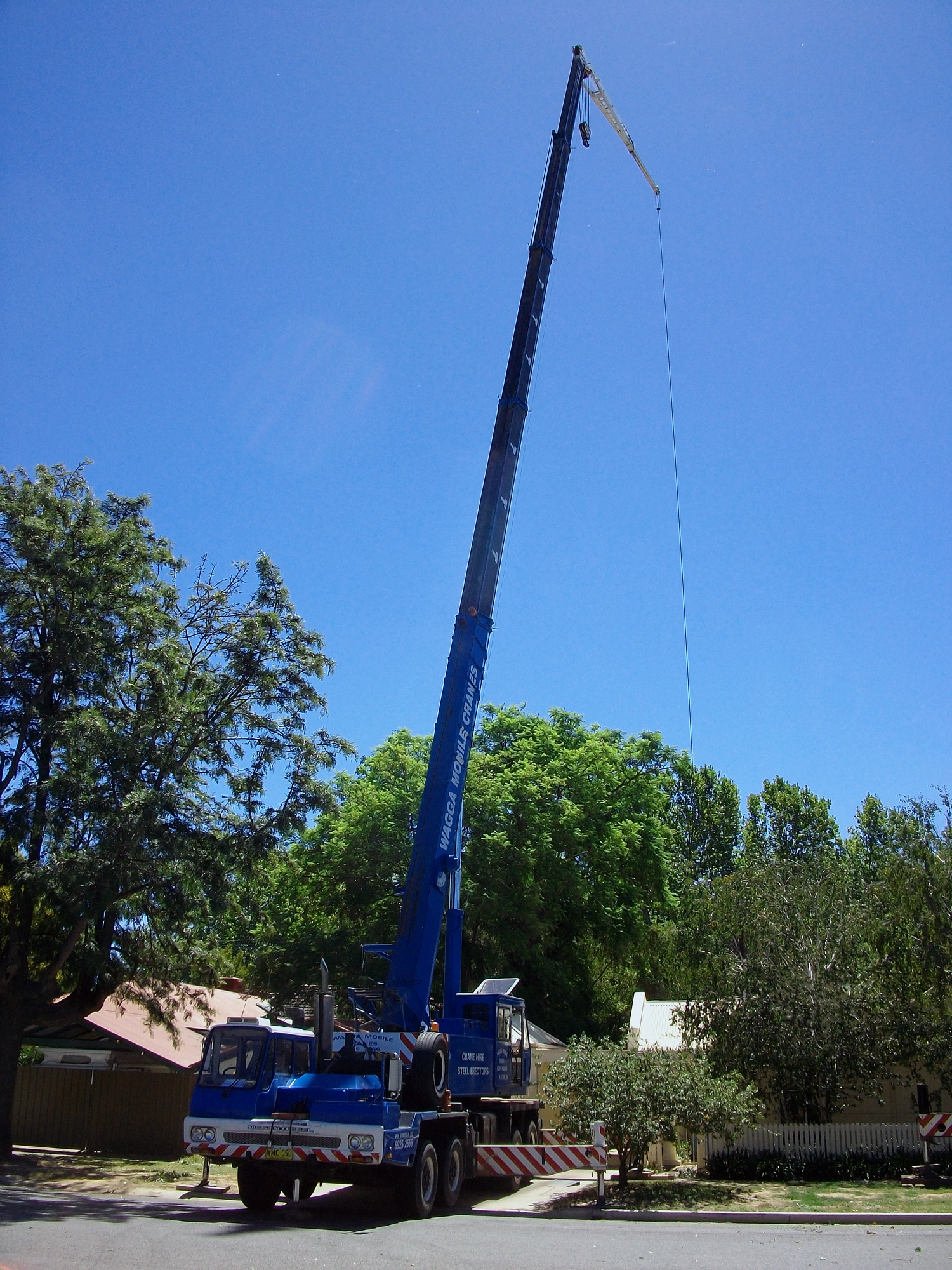
Um veículo da Nissan Diesel com guindaste Tadano
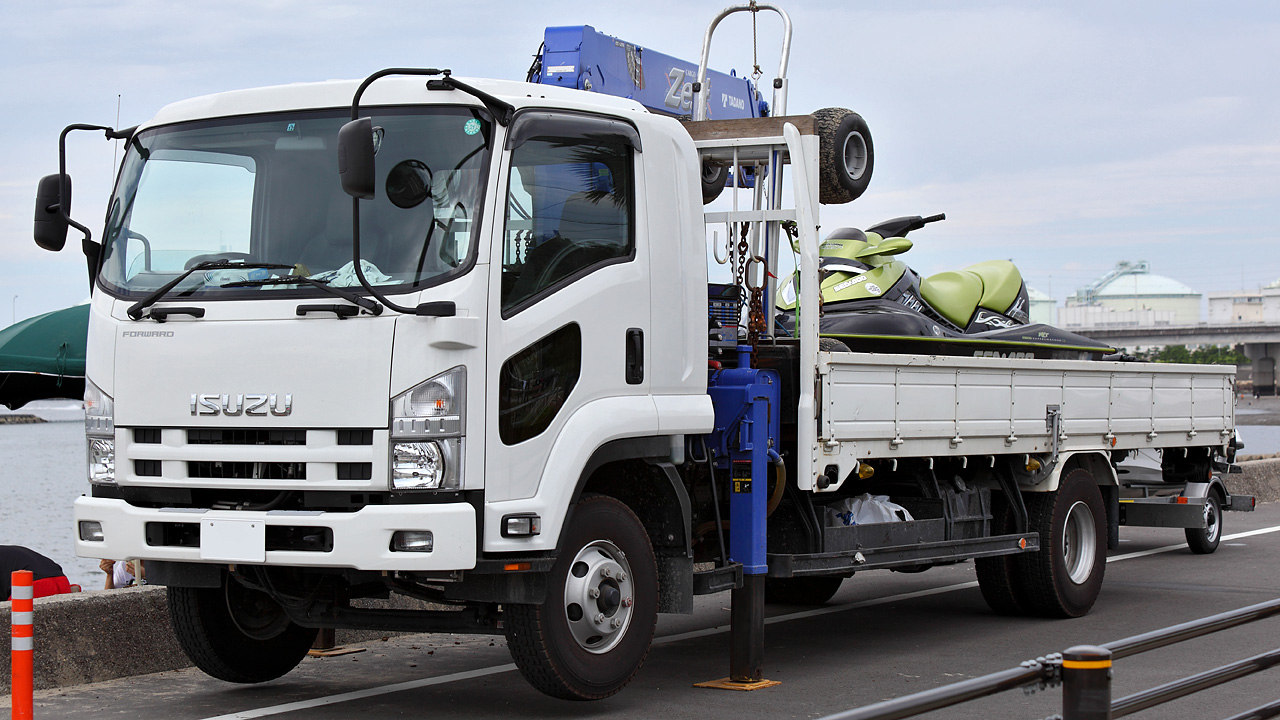
Um carregador Tadano em um caminhão Isuzu Forward
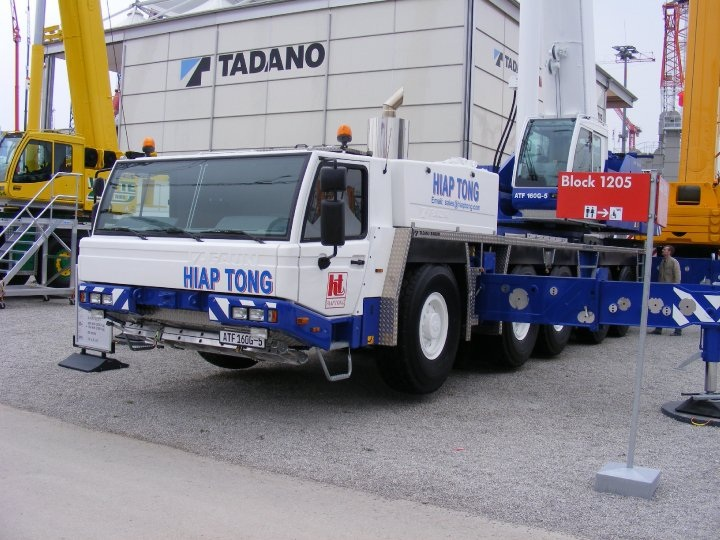
Veículo da ATF
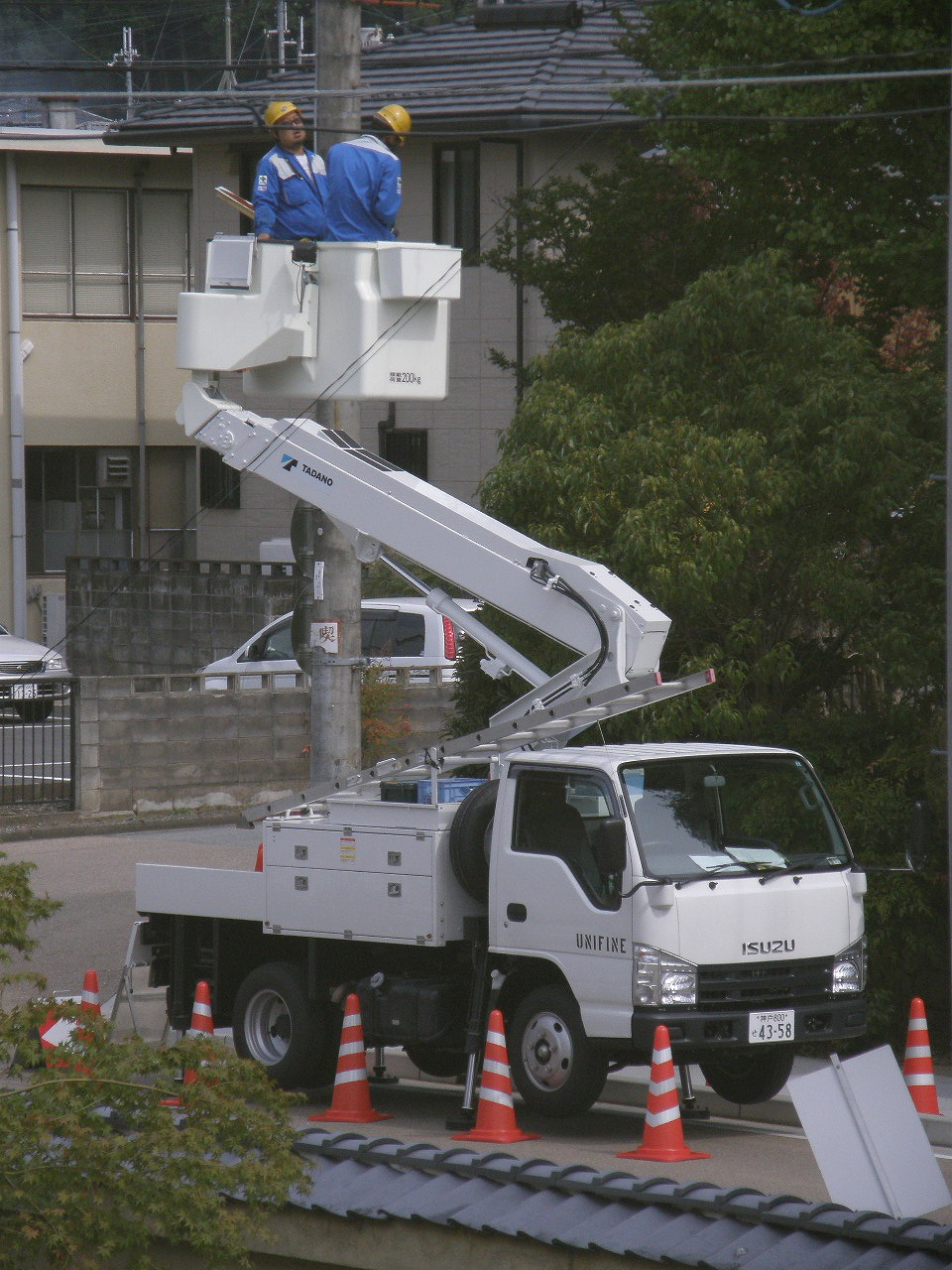
Uma plataforma aérea Tadano